# Eugen Coșeriu
Eugeniu Coșeriu (sau Eugenio Coseriu, n. 27 iulie 1921, comuna Mihăileni, județul interbelic Bălți, România, azi în Republica Moldova – d. 7 septembrie 2002, Tübingen, Germania) a fost un lingvist român din exil, membru de onoare al Academiei Române (din 1991). Este fondatorul primei școli lingvistice din America de Sud și al Școlii lingvistice de la Tübingen. Părinte a ceea ce azi se numește lingvistica integrală, Eugeniu Coșeriu este unul dintre cei mai importanți lingviști ai secolului XX.

## Studii
A absolvit liceul "Ion Creangă" din orașul Bălți, apoi și-a continuat studiile în filologie la universitățile din Iași, Roma; a mai studiat filosofie la Universitatea din Milano. Între 1950 și 1963 a predat la Universitatea Republicii din Montevideo, Uruguay, între 1961 și 1963 fiind profesor-invitat și la Universitatea din Bonn, Germania. Din 1963 și până la sfârșitul vieții a fost profesor la Universitatea din Tübingen. Mai multe generații de discipoli ai lui Eugen Coșeriu constituie Școala de lingvistică de la Tübingen. A fost Doctor Honoris Causa a aproape 50 de universități din întreaga lume.

## Activitatea științifică

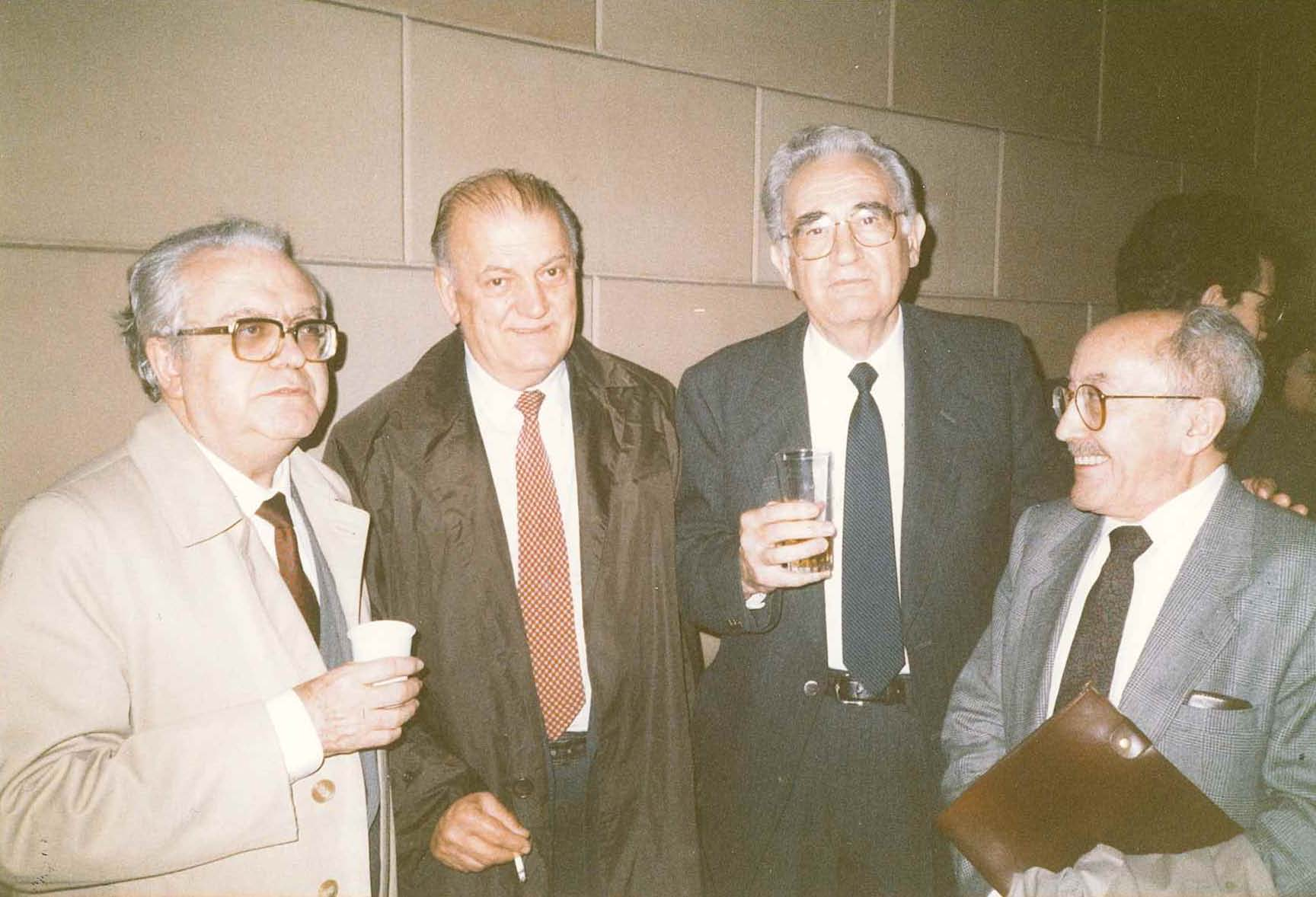
De la stânga la dreapta, filologii Gregorio Salvador, Eugen Coșeriu, Francisco Marsá și Emilio Alarcos la Universitatea din Barcelona, martie 1989.

Doctor în Filologie și Filosofie, autorul unui număr de peste 50 de volume și a mii de pagini de exegeză, al unor noi teorii despre principiile fundamentale ale filologiei, contribuie la îmbogățirea metodologiei disciplinelor lingvistice.

Opera științifică a lui Eugen Coșeriu n-a cunoscut prea multe ediții în limba română, majoritatea lucrărilor savantului au apărut în italiană, spaniolă, germană, franceză și alte limbi. Traducerea în românește a Lecțiilor de lingvistică generală a fost un eveniment reverberant în viața academică de la Chișinău și București. Lucrarea este una de referință în domeniu, apariția ei marchează, în opinia discipolului de la Cluj al lui Coșeriu, lingvistul Mircea Borcilă, „un moment important în procesul istoric de recuperare a gândirii științifice a marelui savant și de emancipare a teoriei lingvistice românești”, dat fiind că „în contextul numeroaselor cărți de același gen apărute, în diverse limbi, în ultima jumătate de secol, aceste Lecții de lingvistică generală se disting, într-un mod deosebit de pregnant, prin altitudinea epistemiologică și vastitatea orizontului investigațional, prin temeinicia inegalabilă cu care sunt evaluate marile doctrine ale lingvisticii contemporane și, nu în ultimul rând, prin limpezimea și claritatea cu care sunt înfățișate contururile abordării proprii asupra fenomenului lingvistic”.. Totuși, în mod evident, concepția coșeriană trebuie studiată în ansamblu, ca sistem. Lucru pe care și l-au propus discipolii marelui filolog.
 
Eugen Coșeriu a menținut legături strânse cu mediul științific românesc și cu baștina, revenind deseori atât în satul său natal, cât și la București, Cluj, Chișinău. În calitate de om de știință nu a ezitat să-și susțină cu fermitate convingerile, chiar atunci când acestea veneau în contradicție cu un regim sau altul. Referindu-se la practicile de „purificare lingvistică” la care recurg autoritățile de la Chișinău, promovând ideea existenței unei limbi moldovenești, în cadrul conferinței științifice Unitatea limbii române - cu privire specială la Basarabia și Bucovina, Eugen Coșeriu a reiterat opinia, pe care a susținut-o mereu, că „a promova sub orice formă o limbă moldovenească, deosebită de limba româna este, din punct de vedere strict lingvistic, ori o greșeală naivă, ori o fraudă științifică. Din punct de vedere istoric și practic este o absurditate, o utopie și din punct de vedere politic e o anulare a identității etnice și culturale a unui popor și deci un act de genocid etnico-cultural”.
În comunicarea susținută la Congresul al V-lea al Filologilor Români (Iași-Chișinău, 6-9 iunie 1994) Eugen Coșeriu face o prezentare generală a tipologiei limbilor romanice, oprindu-se asupra locului limbii române printre limbile romanice și stării actuale a dialectului dacoromân. Comunicarea conține de asemenea o argumentare riguroasă (sub aspect genealogic, tipologic și al arealului) a tezei privind unitatea dialectului dacoromân. Lingvistul insistă asupra fraudelor științifice comise de susținătorii teoriilor care neagă unitatea acestuia. Chestiunea care îl preocupă pe Coșeriu în mod deosebit este menținerea acestei unități, aspect pe care îl abordează într-o altă comunicare, prezentată la Sesiunea Științifică "Limba română și varietățile ei locale" (București, 31 octombrie 1994). Una dintre concluzii fiind că: „limbă a culturii și limbă de stat este limba română pentru întreg spațiul carpato-danubiano-nistrean, adevăr care nu poate submina independența Republicii Moldova ca stat, tot așa cum nu subminează independența Australiei, a Canadei sau a Statelor Unite ale Americii recunoașterea limbii engleze ca limbă oficială, de stat, a acestor țări”, pentru că, le aduce aminte Coșeriu oponenților săi, „granițele politice nu au coincis și nici nu pot coincide cu cele lingvistice”.

Conform afirmației lui Mircea Borcilă (Universitatea din Cluj), Eugen Coșeriu a fost „cel mai strălucit exponent al culturii române în planul universal al științelor omului”.
Eugen Coșeriu folosea în activitatea didactică și de cercetare mai multe limbi, schimbând cu ușurință limba în care ținea cursurile. Cât privește limba sa maternă, ordinea este următoarea: "Româna și italiana, apoi spaniola și germana (...). Depinde însă și de circumstanțe și de felul de texte: versuri scriu în română, proză am scris în italiană, iar studiile de lingvistică au fost elaborate în spaniolă, franceză și germană" .
"A devenit o axiomă afirmația că lingvistica mileniului nostru se va dezvolta sub semnul geniului coșerian, dar, în același timp, poate deveni axiomă și constatarea că un mileniu se poate dovedi a fi insuficient pentru receptarea și valorificarea temeinică a operei coșeriene, precum și pentru evaluarea deplină a impactului ei benefic asupra științei limbii. Însuși Magistrul, care a pus fundamentul și a proiectat statutul „final” al lingvisticii integrale, era mai mult decât convins că întemeierea științei despre limbă (...) este în sarcina prezentului și a viitorului. „Nevoia de Coșeriu” (Lucia Cifor) este și va fi nu numai o circumstanță salvatoare a lingviștilor, dar și o călăuză ce ne va indica în viitor direcția investigațiilor științifice și nu numai în domeniul lingvisticii. Trecerea timpului va accentua oportunitatea valorificării întregii moșteniri coșeriene, textele puțin cunoscute sau nepublicate însă nuanțând valoarea inestimabilă a doctrinei coșeriene.".

## Opera lingvistică (selectivă)
- El llamado latín vulgar y las primeras diferenciaciones romances: breve introducción a la lingüística románica. Montevideo: Universidad de la República, 1954.
- Teoría del lenguaje y lingüística general, Madrid, 1973.
- Sincronía, diacronía e historia, Madrid, 1973 (trad. în română: Sincronie, diacronie și istorie, București, 1997).
- Principios de semántica estructural, Madrid, 1978.
- El hombre y su lenguaje, Madrid, 1977.
- Tradición y novedad en la ciencia del languaje, Madrid, 1977.
- Gramática y semántica universales, Madrid, 1978.
- Competencia lingüística y criterios de corrección, ed. de Alfredo Matus și José Luis Samaniego, Sevilla: Universidad de Sevilla, 2019.
- Eugenio Coseriu  și Uwe Petersen (org.). Sprachtheorie und allgemeine Sprachwissenschaft: 5 Studien. München: Fink, 1975.
- Das romanische Verbalsystem.  Herausgegeben und bearbeitet von Hansbert Bertsch (= Tübinger Beiträge zur Linguistik. Band 66). Tübingen: Gunter Narr, 1976.
- Für eine strukturelle diachrone Semantik. Darmstadt: WTB, 1978.
- Trends in structural semantics, scris cu Horst Geckeler. (Tübinger Beiträge zur Linguistik, 158). Tübingen: Gunter Narr, 1981.
- Sprachkompetenz: Grundzüge der Theorie des Sprechens. Francke: UTB, 1988.
- Introducere în lingvistică, Editura Echinox, Cluj, 1999, traducere de Elena Ardeleanu și Eugenia Bojoga, cuvânt înainte de Mircea Borcilă.
- Lecții de lingvistică generală, Chișinău, Editura ARC, 2000.
- Limbaj și politică,  în „Revista de lingvistică și știință literară”, nr. 5, 1996, Institutul de Lingvistică și Institutul de Istorie și Teorie Literară ale Academiei de Științe a Moldovei, 1996.
- Latinitatea orientală, în culegerea Limba română este patria mea. Studii.  Comunicări. Documente, Chișinău, 1996, p. 15-31.
- Unitatea limbii române - planuri și criterii, ibidem, p. 205-121.

## Afilieri
- A fost ales membru de onoare al Academiei Române (1991).